# Cryptopone typhlos
Cryptopone typhlos é uma espécie de formiga do gênero Cryptopone, pertencente à subfamília Ponerinae.